# Gerard Quintana i Rodeja
Gerard Quintana i Rodeja (Girona, 27 de novembre de 1964) és un cantant de pop rock i escriptor català. És conegut per liderar el grup Sopa de Cabra. També pel seus treballs en solitari i altres col·laboracions.

## Biografia
Abans de formar part de Sopa de Cabra havia estat en els grups Hasta los huevos de Mili i Ninyin's Mine Workers Union Band. Més endavant va entrar a formar part de Sopa de Cabra com a cantant i compositor des dels inicis del grup (1986) fins a l'actualitat.
Aquell mateix any inicia la carrera en solitari amb el disc Senyals de fum, gravat als estudis de Quimi Portet. L'any 2004 edita el segon disc en solitari Les claus de sal, més intimista i on el piano agafa més importància. A Les claus del sal hi musica alguns poemes de Jordi Guardans. El novembre de 2005 treu el disc Per un tros de cel. Paral·lelament ha gravat amb Jordi Batiste Els miralls de Dylan, Sense reina ni as, i Escolta-ho en el vent, en què versionen Bob Dylan.
Ha col·laborat en nombrosos discs d'altres artistes, com ara Gossos, Albert Pla, Albert Fibla, Kabul Babà, Van de kul, Esteve de Franc, Quimi Portet, Ressonadors i Ricard Puigdomènech, entre d'altres.
Com a actor, ha actuat en films com Rateta, rateta (1990), de Francesc Bellmunt.
El 2014 va estrenar el disc Tothom ho sap, amb el guitarrista Xarim Aresté.
El 2019 va debutar en el panorama literari amb la novel·la Entre el cel i la terra. La seva segona novel·la, titulada L'home que va viure dues vegades, va guanyar el Premi de les Lletres Catalanes Ramon Llull el 2021. L'any 2024 va publicar La puresa de l'engany.

## Discografia
A banda de la discografia amb Sopa de Cabra, ha editat treballs en solitari i altres artistes.
Amb Jordi Batiste - Els miralls de Dylan
- Els miralls de Dylan (1998)
- Sense reina ni as (2000)
- Forever young - Per sempre jove (2012)

### En solitari[10]
- Senyals de fum (2003)
- Les claus de sal (2004)
- Per un tros de cel (CD+DVD) (2005)[11]
- Treu banya (2007)
- Deterratenterrat (2010)
- Tothom ho sap (2014)

## Obra literària
- 2019 Entre el cel i la terra
- 2021 L'home que va viure dues vegades
- 2024 La puresa de l'engany